# Eagle Islands
Eagle Islands är två obebodda öar i Brittiska territoriet i Indiska oceanen. De ligger i den västra delen av Brittiska territoriet i Indiska oceanen. Arean är 3,2 kvadratkilometer. Den större ön är Eagle Island, även kallad Île Aigle, som med sina 2,45 km² är den näst största ön i Chagosöarna. Den mindre ön heter Sea Cow Island, även kallad Île Vache Marine.